# Episodi di Armstrong Circle Theatre (nona stagione)
La nona stagione della serie televisiva Teatro di Armstrong (Armstrong Circle Theatre) è stata trasmessa in anteprima negli Stati Uniti d'America dalla CBS tra il 1º ottobre 1958 e il 19 agosto 1959.
In Italia la stagione è stata trasmessa da Telecapri News. La prima parte (ep. 1-13) viene trasmessa dal 6 dicembre 2012 al 22 febbraio 2013, mentre la seconda parte (ep. 14-21) viene trasmessa dal 5 maggio al 19 giugno 2013.
| nº | Titolo originale              | Titolo italiano | Prima TV USA      | Prima TV Italia |
| -- | ----------------------------- | --------------- | ----------------- | --------------- |
| 1  | Case for Room 310             |                 | 1º ottobre 1958   |                 |
| 2  | The House of Flying Objects   |                 | 29 ottobre 1958   |                 |
| 3  | Money for Sale                |                 | 12 novembre 1958  |                 |
| 4  | The Nautilus                  |                 | 26 novembre 1958  |                 |
| 5  | The Invisible Mark            |                 | 10 dicembre 1958  |                 |
| 6  | And Bring Home a Baby         |                 | 7 gennaio 1959    |                 |
| 7  | The Man with a Thousand Names |                 | 21 gennaio 1959   |                 |
| 8  | Miracle at Spring Hill        |                 | 4 febbraio 1959   |                 |
| 9  | House of Cards                |                 | 18 febbraio 1959  |                 |
| 10 | White Collar Bandit           |                 | 4 marzo 1959      |                 |
| 11 | The Innocent Killer           |                 | 1º aprile 1959    |                 |
| 12 | Trail of Diamonds             |                 | 15 aprile 1959    |                 |
| 13 | Sound of Violence             |                 | 29 aprile 1959    |                 |
| 14 | Thunder Over Berlin           |                 | 13 maggio 1959    |                 |
| 15 | Prescription-Hypnosis         |                 | 27 maggio 1959    |                 |
| 16 | The Monkey Ride               |                 | 10 giugno 1959    |                 |
| 17 | The Zone of Silence           |                 | 30 settembre 1959 |                 |
| 18 | Sound of Violence             |                 | 8 luglio 1959     |                 |
| 19 | Episodio 9x19                 |                 | 1959              |                 |
| 20 | Episodio 9x20                 |                 | 1959              |                 |
| 21 | The Nautilus                  |                 | 19 agosto 1959    |                 |